# Jacek Sutryk

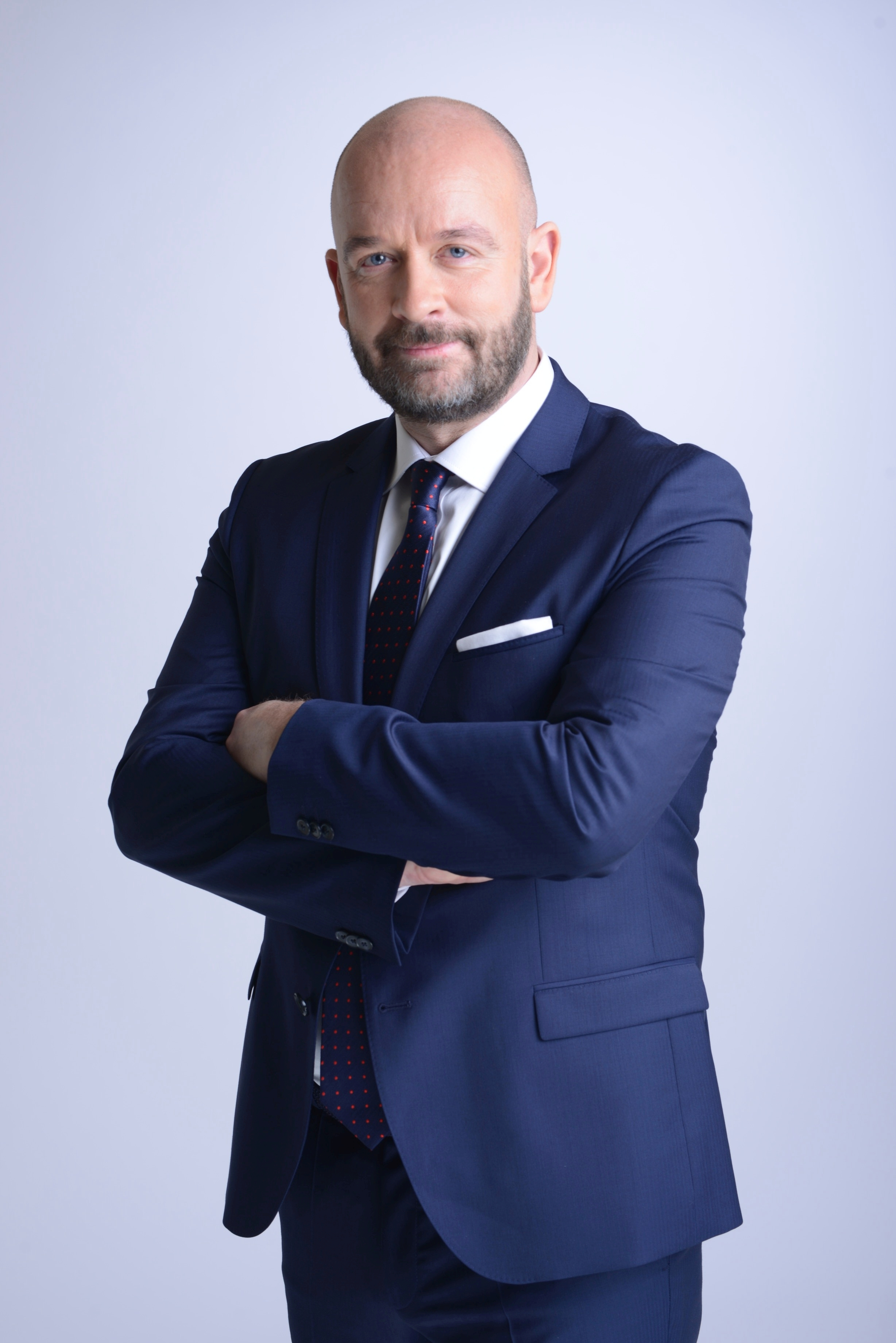
Jacek Sutryk (2018)

Jacek Zbigniew Sutryk (* 17. September 1978 in Breslau) ist ein polnischer Soziologe und Politiker und seit 2018 Stadtpräsident von Breslau. Im Juni 2024 wurde er zum Vorsitzenden des Verbands polnischer Städte gewählt.

## Leben und Beruf
Sutryk studierte an der Universität Breslau Soziologie und schloss das Studium 2002 ab. Anschließend leitete er die Arbeitsgemeinschaft der Gewerkschaften sozialer Organisationen in Warschau. Er war Doktorand an der Szkoła Główna Handlowa w Warszawie und Dozent an der Pädagogischen Hochschule „Janusz Korczak“. Sutryk erlangte auch einen Master of Business Administration von Collegium Humanum – Warsaw Management University (C.H., nunmehr „Varsovia“), einer Hochschule, gegen deren Leitung wegen Titelhandels und weiterer Vergehen ermittelt wird. Im November 2024 wurde Sutryk selbst vom Centralne Biuro Antykorupcyjne in Sachen C.H. festgenommen, verhört und Tags darauf freigelassen. Ihm wird vorgeworfen, mittels eines unlauter erlangten MBA erhebliche Einnahmen in Aufsichtsräten öffentlicher Unternehmen erlangt zu haben. Ferner ist die Erstattung von diesbezüglichen Studienkosten für Breslauer Verwaltungsmitarbeiter strittig.
2007 wurde er zum Leiter des städtischen Sozialhilfezentrums in Breslau ernannt. Vier Jahre später übernahm er die Leitung des Sozialdezernats der Stadt. Nachdem der langjährige Breslauer Stadtpräsident Rafał Dutkiewicz erklärt hatte, bei der turnusmäßigen Wahl 2018 nicht mehr anzutreten, nominierte das bürgerliche Wahlbündnis Koalicja Obywatelska (KO) aus Platforma Obywatelska und Nowoczesna den parteilosen Sutryk als Kandidaten für das Stadtpräsidentenamt. Auch der bisherige Stadtpräsident Dutkiewicz und die örtlichen Verbände der sozialdemokratischen Unia Pracy, der postkommunistische Sojusz Lewicy Demokratycznej und der Unia Europejskich Demokratów unterstützen seine Kandidatur.
Bei der Wahl im Oktober 2018 konnte er sich bereits im ersten Wahlgang mit 50,2 % der Stimmen gegen die PiS-Kandidatin Mirosława Stachowiak-Różecka, die 27,5 % der Stimmen erreichte, und sieben weitere Kandidaten durchsetzen. Bei den Selbstverwaltungswahlen 2024 gelang ihm, wiederum unterstützt von KO und Linken, die Wiederwahl bereits im ersten Wahlgang. Als sein politischer Verbündeter gilt ferner der Warschauer Stadtpräsident Rafał Trzaskowski. Gegen den Ehemann der stärksten Herausforderin (von Polska 2050), einen lokalen Abfallunternehmer, gab es rechtliche Vorwürfe, weswegen die Kandidatin von Teilen ihrer Gruppierung nicht unterstützt wurde. Anfang 2025 startete das Komitee SOS Wrocław eine Unterschriftensammlung für ein Referendum zur Abwahl Sutryks. Seine Gegner sprechen im Wesentlichen die schlechte Haushaltslage der Stadt und die rechtlichen Vorwürfe gegen Sutryk und ihm nahestehende Kader an. Das von Lokalstrukturen der PiS und der Konfederacja mitgetragene Vorhaben scheiterte, mit 35.000 Unterstützern wurde das notwendige Minimum um 11.000 Unterschriften verfehlt.